# Oreste Sercelli

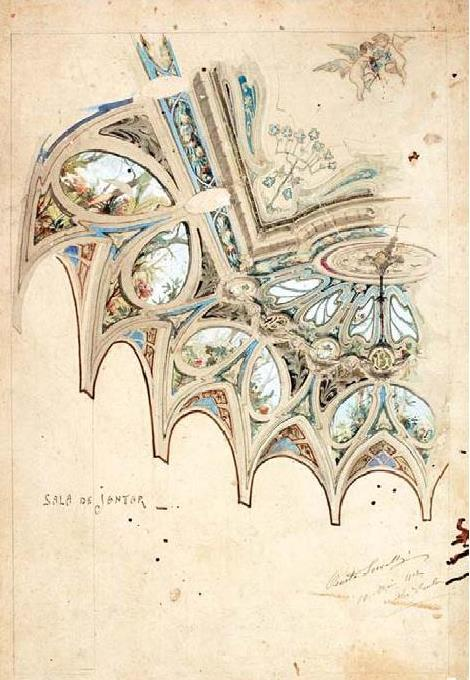
Desenho de sala de jantar, por Oreste Sercelli

Oreste Sercelli (Florença, 1867 — São Paulo, 1927)  foi um pintor, decorador e artesão italiano bastante conhecido que imigrou para o Brasil no final do século XIX, onde desenvolveu toda sua trajetória profissional. Juntamente com outros artistas italianos que imigraram para o país, é considerado uma referência nas manifestações artísticas em igrejas e nas contribuições para com o patrimônio cultural paulistano durante o século XX.
Formado pela Escola Profissional de Artes Industriais e Decorativas de Florença, Oreste atuou em São Paulo, Salvador, Maceió, Aracaju e rapidamente obteve sucesso no país. Entre seus primeiros trabalhos destacam-se a decoração do Palácio Germaine Burchard (1896), a ornamentação da Capela de Santa Luzia (1898), da Capela de Santa Cecília e do Sagrado Coração de Jesus.
No ano 2000, a Coleção Oreste Sercelli, referente ao material assinado e produzido pelo artista em grafite, carvão e aquarela entre os anos de 1896 e 1927, foi adquirida pelo Museu Paulista da Universidade de São Paulo (USP). O acervo reúne 130 projetos originais, manuscritos, desenhos, fotografias, objetos de trabalho do artesão, e uma biblioteca com 36 títulos, que se dividem entre revistas de decoração e atualidades. Até ser adquirida pelo Museu da USP, a galeria de Sercelli mantinha-se sob os cuidados de suas netas, Bruna e Florença Sercelli. Ambas acompanharam parte da carreira profissional e artística do avô.
Atuou como pintor-decorador até o ano de seu falecimento, em 1927. Seu último trabalho foi a decoração interna e externa do Palácio da família Beneducci, que encontrava-se na rua Paraíso, região central de São Paulo, mas foi demolido.

## Vida e Obra
Oreste Sercelli chegou a capital paulista no ano de 1896. Não há muitas informações sobre sua infância e adolescência em Florença, na Itália. Veio para o Brasil já como professor de artes decorativas, graduado pela Escola Profissional de Artes Decorativas e Indústrias de Florença. Sercelli teve um filho também artista, chamado Bruno Sercelli, com quem fez algumas parcerias no final de sua vida.
Um de seus primeiros trabalhos em São Paulo, o Palácio Germaine Buchard, realizado na data de sua chegada ao Brasil, atualmente encontra-se demolido. Em 1901, Sercelli pinta o interior da Capela de Santa Luzia, localizada na Rua Tabatingueira, número 104, em São Paulo. A capela detém alto valor artístico graças as expressões artísticas deixadas pelo pintor. A partir de 1902, propagandas de seu estabelecimento de trabalho começam a aparecer em jornais e revistas da época.
O artista muda-se para Salvador em 1906, quando é chamado pela rica família Cattarino para decoração de sua residência. O Palacete do Comendador Bernardo Martins Catharino, também conhecido como "Villa Catarino", foi finalizado em 1912, com parceria do arquiteto Rossi Baptista. Esta obra é um dos exemplos do forte poder econômico das elites baianas desse período e também a expressão de seu anseio pela modernização ao modo dos ingleses e franceses. Em 2002, foi instalado o Museu Rodin, em convênio firmado entre o Governo do Estado e o Ministério de Cultura e Comunicação da França, nas dependências do palacete. Em Aracaju (SE), o artista foi o responsável pela decoração interna do Palácio do Governo (1918).
Oreste Sercelli é adepto a Art Noveau, estilo que ganhou muitos seguidores inicialmente na França e, também, pelo mundo todo, durante a Belle Epoque. No período em que o decorador italiano atuou no território baiano, acabou adotando o Barroco, por conta da predileção de seus clientes mais conservadores, como conta Bruna Sercelli, neta do artista. Em dois projetos realizados pelo artista para a clientela baiana como "toilette de Senhora", de 1906, e um outro de 1910, no qual Sercelli faz uma mobilização das faces femininas do artista tcheco Alfons Maria Mucha, é possível notar a presença desse movimento mais antigo e conservador, em detrimento de estilos que estavam em destaque no período.
Nos projetos realizados em São Paulo, desde que chegou ao Brasil, Oreste Sercelli apresenta uma estética mais próxima da Art Noveau, por conta da liberdade que consegue nessa cidade. Quando muda-se para Bahia, em 1902, é perceptível uma mudança para obras que apresentam elementos do Barroco e do Rococó, como dito anteriormente. Entretanto, no momento em que o artista retorna para a capital paulista, em 1927, no ano de seu falecimento, retoma as formas orgânicas de seu movimento artístico predileto.
A coleção do pintor florentino têm bastante relevância por conseguir preservar documentos variados que registram o processo de trabalho de um artesão no início do século XX no Brasil, um país que não é considerado tradicional na preservação da memória de trabalhos artesanais.

## Art Nouveau
Inspirado no nome de uma galeria parisiense La Maison de l’Art Nouvea, Art Noveau ou, em tradução livre, Arte nova, foi um movimento artístico desenvolvido entre o final da década de 1880 e a Primeira Guerra Mundial sobretudo na Europa e nos Estados Unidos. O intuito era eliminar as distinções entre as belas-artes e as artes aplicadas e criar uma espécie de arte moderna em resposta ao revivalismo histórico exaltado pela Era vitoriana (de junho de 1837 a janeiro de 1901). O Art Noveau teve seu surgimento na confluência das distinções entre a técnica observada no século XIX e os novos fenômenos da era industrial.
O Art Noveau recebeu, em cada país, um nome diferente. Como exemplo, na Alemanha, Jugendstil (“estilo da juventude”) e na Itália ("estilo macarrão"). A arquitetura e o design desse movimento fazem parte das representações de uma nova burguesia. É caracterizado pelo excesso e ousadia. Devido a seu nascimento em um período pós-revolução industrial, seus elementos decorativos passam a ser fabricados em série, constituindo o início de uma cultura de catálogo. Os clientes escolhiam e depois faziam a encomenda para colar em suas paredes. Além disso, muitos de seus objetos apresentam contornos considerados grotescos, fato que se assemelha muito aos traços estílicos de predileção do pintor florentino Oreste Sercelli, um dos artistas europeu que trouxe esse movimento para a arte brasileira.
Outro fato que comprova as inspirações desse movimento nas artes decorativas de Sercelli é a forte inspiração da natureza.

## Contexto paulistano
A cidade de São Paulo, ao longo do período da Primeira República (ou República Velha) que foi de 1889 até 1930, apresentou rápidas transformações em sua configuração urbana. Foi necessário estabelecer sinais de distinções identitárias entre seus habitantes. Esses sinais precisavam ser capazes de indicar, visualmente, os lugares sociais pertencentes a cada um. Dessa forma, a produção de ornamentos e o seu modus operandi pode ser enxergado no formato visual da sociedade paulistana.
A produção de ornatos era consumida por proprietários das "casas de aluguel" ou populares de um lado e, de outro, a elite com seus palacetes. Ou seja, a sociedade era dividida em duas camadas. Na construção de palacetes, a responsabilidade da obra ficava por conta do engenheiro e o arquiteto. Ambos escolhiam os artesãos, que ficavam encarregados pelos serviços de serralharia, estuque, marcenaria e pintura interna (sendo que a última é especialidade de Oreste Sercelli).
No entanto, as residências que pertenciam as camadas menos favorecidas eram uma ameaça a todo esse profissionalismo proposto pelas elites, já que buscavam imitar a estética dos palacetes. Entretanto, profissionais de construção da época falavam que os mestres de obras eram exagerados em seus toques estílicos ornamentais.
Vale ressaltar também que, em São Paulo, a produção ornamental sinalizava a ambição da elite pelo modernismo, o que pôde conferir mais liberdade para Sercelli nas inspirações do Art Noveau.
A Belle Époque paulistana foi a responsável por florear em seus clientes o desejo por essa transição entre o artesanal e o industrial nas artes de suas residências.

## Contexto Baiano
Durante o século XX, a presença do catolicismo barroco ainda é maior na Bahia do que em qualquer outra localidade brasileira. Um bom exemplo da predominância desse movimento artístico na arquitetura baiana é a Igreja da Ordem Terceira de Nossa Senhora do Boqueirão, erguida com curvas exacerbadas do rococó, e que marca o abandono dos traços greco-romanos pelos baianos.
É verdade que no final do século XIX, a arte de Salvador vive uma transição do Barroco para o neoclassicismo. Em 1887, o Paço Municipal da capital baiana, em um projeto executado pelo engenheiro Francisco de Azevedo Monteiro Caminhoá, tem o sino substituído por um relógio. A mudança marca o aumento do sentimento coletivo de acompanhar as tendências internacionais, em detrimento das crenças religiosas.
Ainda que nesse período a Bahia viva a ascensão da laicidade e, consequentemente, a arte se modifique, alguns clientes de Oreste Sercelli optam por manter o tradicionalismo do católico-barroco, que começara a entrar em decadência naquele exato momento. Ainda que estivesse em queda, mantém-se como o maior reduto deste movimento artístico-religioso durante o século seguinte.
É certo que o Palacete do Comendador Bernardo Martins Catharino, também conhecido como "Villa Catarino", feito por Sercelli sob encomenda de uma rica família baiana da época seja uma exceção, já que o projeto em si ambicionava uma modernização ao modo dos ingleses e franceses.

## Biblioteca Sercelli
As publicações da Biblioteca Sercelli revelaram um perfil bem diferente daqueles encontrados nas bibliotecas gerais e especializadas da época. Entender as publicações do artista é reconhecer o diálogo de suas influências, como um decorador italiano, entre seus pares.
Grande parte desse conteúdo foi publicado em páginas soltas, de maneira isolada em forma de fascículos, já que é muito raro eles estarem entre os acervos de bibliotecas em geral (de instituições de ensino ou públicas). Isso significa que a circulação no âmbito profissional de decoradores, em maior parte italianos, é restrita. A Seção de Artes da Biblioteca Mário de Andrade e a Biblioteca Central da Escola Politécnica, ambas em São Paulo, que abrigam os principais periódicos estrangeiros de artes decorativas, por exemplo, não incluem repertórios como aqueles que estão inseridos na de Sercelli.
Os catálogos, tais como os do decorador florentino, são uma demonstração do quanto alguns artistas estavam antenados com as tendências internacionais da época. De acordo com as netas de Oreste Sercelli, quando os periódicos do avô vinham do continente europeu para o Brasil, rapidamente se transformavam em objeto de disputa entre especialistas.
As últimas obras de Oreste Sercelli foram feitas em companhia de seu filho Bruno.